# Dragonborn (песня)
«Dragonborn» (с англ. — «Драконорождённый») — музыкальная тема из саундтрека ролевой видеоигры The Elder Scrolls V: Skyrim 2011 года от компании Bethesda Softworks, написанная американским композитором Джереми Соулом. Композиция выполнена в классическом скандинавском стиле и исполнена хором, поющим тексты на вымышленном драконьем языке довазуле, созданном для игры Эмилем Пальяруло. Песня во многом заимствована из музыкальной темы «Nerevar Rising» видеоигры The Elder Scrolls III: Morrowind и содержит элементы музыки из игры The Elder Scrolls IV: Oblivion, которые также были написаны Соулом. Песня «Dragonborn» получила высокую оценку как критиков, так и слушателей. Она звучит в оркестровых исполнениях и породила большое количество кавер-версий, многие из которых соединяют её с внутриигровой англоязычной композицией «The Dragonborn Comes». Один из таких каверов, написанный Линдси Стирлинг и Питером Холленсом, занесён в Книгу рекордов Гиннесса как самая просматриваемая кавер-версия саундтрека к видеоигре.

## Создание
По замыслу создателя игры Тодда Говарда музыкальная тема должна производить впечатление, что её исполняет хор «варваров». Игровой сценарист Эмиль Пальяруло создал вымышленный драконий язык довазул, на котором хор исполнил композицию в унисон. По просьбе Говарда, Пальяруло разработал язык таким образом, чтобы в тексте соблюдалась рифма не только на довазуле, но и при переводе на английский. В тексте песни восхваляется драконорождённый (персонаж игрока), который, согласно пророчеству, спасёт Тамриэль от драконов, используя особую способность - крика дракона. В песне также рассказывается о возвращении великого дракона Алдуина и кульминационной финальной битве, в которой его изгоняют навсегда В состав хора вошли тридцать певцов. Несколько записей хора были наложены друг на друга, чтобы создать впечатление более чем ста голосов. В песню «Dragonborn» Соул включил мотивы некоторых своих композиций из предыдущих альбомов для игр серии The Elder Scrolls. Песня до такой степени заимствована из музыкальной темы «Nerevar Rising» игры Morrowind, что некоторые элементы «Dragonborn» по сути являются оркестровой и хоровой аранжировкой «Nerevar Rising», а не просто её вариацией. Также заимствованы элементы из музыки игры Oblivion. Вступление сочетает ритма барабанов тайко со струнной партией и песнопениями мужского хора. Затем вступает горн, а хор помогает вести мелодию. Гармония духовых и струнных придаёт мелодии более тёмное звучание до вступления фанфарной трубы. На 2:09 минуте повторяется основная мелодия, переходящая в мелодию восхваления Довакина.

## Критика и анализ
В своей рецензии на саундтрек к игре Кайл Э. Миллер пишет о «Dragonborn» как о самой запоминающейся композиции и заявляет, что она «с точностью обрисовывает и передаёт атмосферу Skyrim ещё до того, как игрок видит этот мир». Мишель Камп и Марк Суини в своей книге «Musical Landscapes in Skyrim» связывают саундтрек Соула с интересом к пейзажам XIX века. По их словам, концепции Карла Дальхауза о Naturklang, которые он использовал для объяснения музыки Эдварда Грига, также применимы к работе Соула над Skyrim, включая «Dragonborn». Naturklang — это ощущение покоя, которое парадоксальным образом включает внутренний драйв от остинато и протоминималистического повторения ритмических «ячеек», а Klangfläche — это «нотный стан», который внешне статичен, но полон постоянного движения от ритма и неразрешённых гармонических интервалов (секунд и кварт), не позволяющих музыке стать «унылой и безжизненной». В композиции «Dragonborn» ритмические струнные остинато в музыкальной секции A демонстрируют Naturklang, а дисгармония струнных в секции B — Klangfläche. Деревянные духовые инструменты, звучащие в секции В, сравнимы с другими статичными композициями, такими как птичьи трели в симфонии № 6 Бетховена или «Шелест леса» в опере «Зигфрид» Вагнера.

## Кавер-версии, концертное исполнение и трибьют-альбомы
- Malukah стала всемирно известна после того, как её акустическая кавер-версия, сочетающая бардовскую песню «The Dragonborn Comes» и основную музыкальную тему игры, стала вирусной на YouTube[9]. За две недели после публикации в ноябре 2011 года видео набрало два миллиона просмотров. К 2014 году количество просмотров достигло десяти миллионов[10]. 30 июля 2017 года она выпустила версии кавера в составе своего альбома «The Dragonborn Comes»[11]. Успех её версий привёл к тому, что Джереми Соул организовал концертное исполнение музыки Skyrim, в котором Malukah приняла участие[10][12], а компания ZeniMax Media (владелец компании Bethesda Softworks) попросила её сочинить бардовские песни для Elder Scrolls Online и записать трибьют-альбом для музыки данной игры[13][14].
- В 2012 году вышла кавер-версия Линдси Стирлинг и Питера Холленса «Skyrim (Main Theme)», также известная как «The Dragonborn Comes». Клип на эту версию установил мировой рекорд по количеству просмотров кавера на саундтрек к видеоигре и был занесён в Книгу рекордов Гиннесса. Он набрал 64 461 976 просмотров на YouTube по состоянию на 8 марта 2017 года[15][16]. Питер Холленс также записал сольную версию песни[17].
- В 2012 году Headhunterz[англ.] выступил с кавер-версией, а затем записал в студии трибьют-альбом с данной песней, который включал семплы и ремиксы как на оригинальную композицию Соула, так и на кавер-версию Малуки[10]. В 2020 году совместно с Шан Эванс он также выпустила ремикс «Dragonborn part 3 (Oceans Apart)»[18].
- Песня «The Dragonborn Comes», которая исполняется бардами во внутриигровой таверне по просьбе (и за небольшую внутриигровую плату), регулярно звучит в исполнении Сабины Цвайакер и симфонического оркестра Шведского радио[19].
- Orphei Drängar и Мирра Мальмберг[англ.] исполнили оркестровую версию «Dragonborn» на шведской премии «Грэмми» 2014 года[швед.][20][21]. Версия песни вышла в сборнике «The Greatest Video Game Music III (Choral Edition)» 2016 года[21][22].
- Группа Celtic Woman включила версию песни на гэльском языке в дополнение к довазулу в свой альбом «Destiny[англ.]» 2016 года и в сопутствующий тур[23][24]. В качестве солиста на восьми концертах группы выступил  доктор Кристофер Бэйли из Государственного университета Остина Пи[25].
- В августе 2017 года исполнительница Лиа[англ.] выпустила кавер-версию «Skyrim Theme (Dragonborn)», также известную как «The Dragonborn Comes»[26].
- В ноябре 2021 года кавер-версию «The Dragonborn Comes» выпустил YouTube-артист Джонатан Янг[27].
- В декабре 2021 года вышел кавер YouTube-артистки Алины Рыжехвост[28].
- В феврале 2022 года кавер выпустила группа Saltatio Mortis совместно с Ларой Лофт[29].